# Liparis gigantea
Liparis gigantea là một loài thực vật có hoa trong họ Lan. Loài này được C.L.Tso mô tả khoa học đầu tiên năm 1933.